# شهری گوش‌سرخ
نام فارسی: شهری گوش‌سرخ
اندازه:تا ۵۰ سانتیمترهم می‌رسد ولی معمولاً ۳۰سانتیمتردرازا دارد.
مشخصات: ارتفاع بدن بیشتر از طول سر، فضای بین چشمی نسبتاً برآمده و پوزه تقریباً مستقیم می‌باشد. روی خط جانبی دارای ۴۵–۵۰ عدد فلس، بین خط جانبی و ششمین خار باله پشتی ۶عدد فلس، باله پشتی دارای ۱۰ شعاع سخت و ۹ شعاع نرم وباله مخرجی دارای ۳ شعاع سخت و ۸ شعاع نرم است. لبه سرپوش آبششی و قاعده باله سینه‌ای سرخ روشن، دندانهای بخش کناری عقب آرواره در بالغینشامل تعدادزیادی دندان آسیایی است. رنگ بدن در پشت سبز-خاکستری است که در شکم روشن‌تر شده وتا نقره‌ای می‌رسد.
زیست شناسی :درابهای ساحلی و مناطق صخره‌ای و مرجانی تا عمق۵۰متری زیست می‌کند و از سخت پوستان و صدف‌ها تغذیه می‌نماید.
نام‌های مورد استفاده در جنوب ایران:-
وسایل صید: تور گوشگیر، گرگور، قلاب و ترال کف.